# Откровение Иоанна Богослова, 12

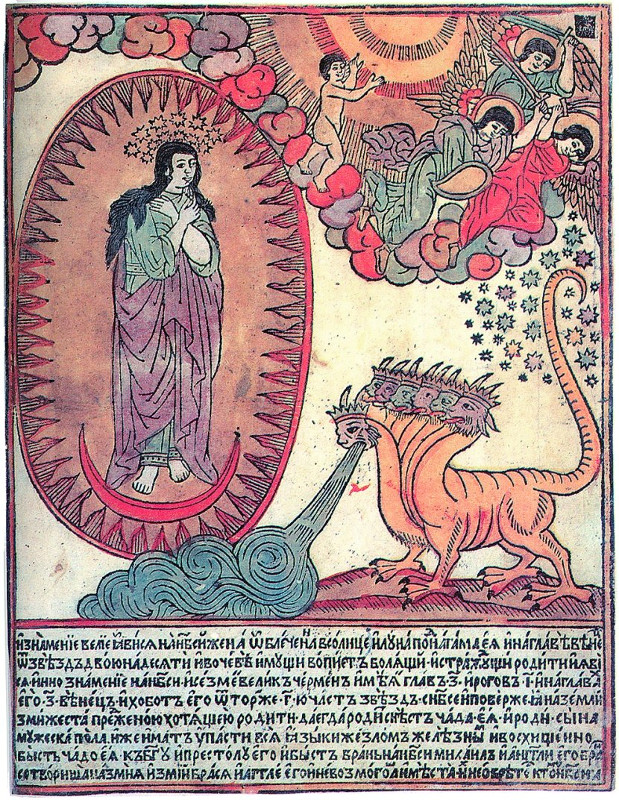

Откровение Иоанна Богослова, Глава 12 — двенадцатая глава Книги Апокалипсиса (12:1—17), в которой Иоанну в видении является Жена, облечённая в солнце и охотящийся за ней дракон (дьявол).

## Структура
- Жена, Младенец и Дракон (1-6)
  - Явление Жены (1-2)
  - Явление Дракона (3-4)
  - Рождение Младенца (5)
  - Бегство Жены (6)
- Война на небесах (7-9)
  - Песнь мучеников во славе (10-12)
- Преследование Жены (13-17)

Последний, 18-й стих главы, «И стал дракон на берегу моря» в синодальном переводе отсутствует, нет его и в большинстве стандартных английских версий. Очевидно, из-за разницы в эталонных рукописей для разных языков, в синодальном и иных переводах эта строчка перекочевала в следующую главу с изменением семантики: «И стал я на песке морском» (13:1).

## Содержание
Иоанн видит в небе знамение — ему является Жена, облечённая в солнце, под ногами у которой луна, а на голове венец из звезд. Она беременна и готовится к родам. После этого в небе появляется другое знамение — большой красный семиглавый дракон. Своим хвостом он сшибает с неба на землю третью часть звезд. Дракон намеревается пожрать новорожденного Жены. Младенец появляется на свет, ему суждено пасти все народы. Дракон не успевает схватить Младенца, так как того забирают на небеса к Богу и его престолу.
Жена сбегает в пустыню и прячется там 1260 дней. А на небе происходит война: архангел Михаил и другие ангелы вступают в единоборство с Драконом и его ангелами, которые оказываются поверженными на землю. На небе звучит благодарственная песнь мучеников во славе.
Оказавшись низвергнутым на землю, Дракон начинает преследование Жены. Она получает два больших орлиных крыла, чтобы улететь в пустыню и прятаться там в течение «времени, времён и полвремени». Дракон пускает вслед ей из своей пасти воду, чтобы потопить, но земля разверзлась и поглотила эту реку. После этого Дракон вступает в сражение с верующими, преданными Жене.

### Упомянуты
- Жена, облечённая в солнце
- Младенец
- Время, времена и полувремени
- Красный дракон (дьявол, сатана), в церковнославянском переводе «змі́й вели́къ че́рменъ»[2] — «большой красный дракон с семью головами и десятью рогами, и на головах его семь диадим».
- Архангел Михаил
- Война на небе

## Толкование
Эта глава открывает вторую половину книги, с неё начинается изображение дальнейшего странствия Церкви, её столкновения с империей, с государством, с демоническими силами — о всей её судьбе до завершения мира (в то время как первые 11 глав говорили преимущественно о первоначальных общинах).

### Жена, облечённая в солнце
Образ Жены имеет различные богословские толкования, среди которых доминирует понимание её как христианской Церкви в период гонений; другая популярная версия — Богородица. Она появляется среди нескольких астральных символов, что толкуется различно, в том числе и как толкование конкретного положения звезд. Сергей Булгаков пишет, что источник астрономических символов Жены нужно искать в вавилонских, персидских, греческих, египетских мифах. Он отмечает, что «солнце и луна, двенадцать звёзд, знаки Зодиака — эти атрибуты языческой богини», но они переводятся на язык христианского богословия и начинают символизировать «двенадцатерицу ветхого или нового Израиля, патриархов или апостолов».
Родовые муки Жены Андрей Кесарийский понимает как боль Церкви о каждом её члене, у других богословов это муки и труды Церкви, которые она испытывает при приобретении каждого нового члена — при обращении заблуждающихся, при раскаянии грешников. Роды также может быть рождением новозаветной общины, и в муках Жена, то есть ветхозаветная община, становится новозаветной.
Бегство Жены в пустыню понимается богословами как отречение от «гражданских доблестей, суеты и мирских удовольствий». Булгаков называет спасение Жены в пустыне чудом сохранения Богом своей Церкви в условиях гонений. Уход в пустыню может означать отток христиан из Иерусалима, в особенности в иорданскую Пеллу (Евсевий, «Церковная история» 3,5), с приходом римских захватчиков, или эвакуацию веками ранее во времена Антиоха Епифана. Срок, который Жена прячется в пустыне — та же цифра 1260 дней, что фигурирует в предыдущей главе, также это может быть символ гонения христиан при императоре Нероне (см. Время, времена и полувремени). Два орлиных крыла, которые дарует Бог Жене для бегства, имеют различные интерпретации, например, молитва и пост, впрочем, орел в Библии всегда означает обновление. Вода, которую Дракон пускает ей вслед — аллегория, сложная для толкования, например это может быть язычество, войско, лесть, хитрость, искушения и проч.

### Младенец
Булгаков считает, что единственное число в отношении Младенца выбрано иносказательно и его роды нельзя отождествлять с Рождеством Христовым. Но под Младенцем иногда понимают рождение Христа в сердцах верующих и ряд богословов всё же называют первенца, рождённого Женой, Иисусом Христом, а восхищение младенца к престолу Бога воспринимают как образ Вознесения. Тем более, что про Младенца говорится, что ему предназначено стать пастырем всех народов и пасти их жезлом железным, а это цитата из Псалмов (Пс. 2,9) как общепринятая характеристика Мессии.

### Дракон

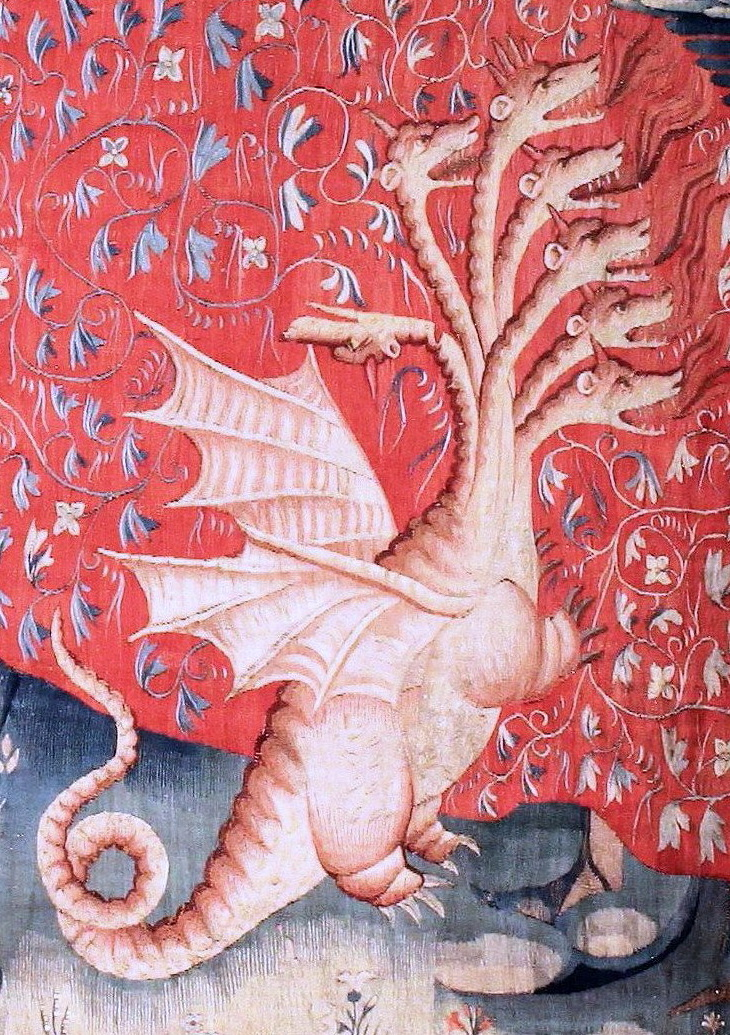
Фрагмент "Анжерского апокалипсиса"

Большой красный дракон с 7 головами и 10 рогами, на головах которого семь диадем, «древний змий, называемый диаволом и сатаною» — древний змей-искуситель, соблазнивший Адама и Еву, извечный враг. Также это один из символов Рима, если 7 голов — семь холмов, на которых стоит город; а 10 рогов, возможно, 10 цезарей, сменившихся ко времени написания книги. В любом случае — это символ его могучей силы; диадемы символизирует его абсолютную власть над этим миром, в противоположность Царствию Божьему.
Этот дракон ранее появлялся в Ветхом Завете в различных формах, причем он часто он связан с водой. У Исайи его зовут Раав: «Не ты ли сразила Раава, поразила крокодила?», в церковнославянском — «змия» (Ис. 51:9). Он же — Левиафан: «Ты сокрушил головы змиев в воде. Ты сокрушил голову левиафана» (Пс. 73:13, 14), и Бегемот (Иов. 40:15—24). Поэтому здесь способность Дракона направлять воду неудивительна.
Низвергаемая его хвостом треть звезд может толковаться как ангелы или праведники. Она основана на образе рога, сбрасывающего на землю звезды — часть воинства небесного, и попирающего их в книге Даниила (Дан. 10, 8).
При толковании Жены и Младенца как Марии и Иисуса, Дракон выступает символом царя Ирода, организовавшего избиение младенцев, и иудейских первосвященников и старейшин, искавших повода предать Иисуса смерти. Его ожидание перед беременной Женой, чтобы пожрать Младенца, восходит к Книге пророка Иеремии, где говорится о Навуходоносоре, что он «поглощал меня, как дракон» (Иер. 51, 34).
Древняя битва Сатаны с ангелами в небесах в Ветхом Завете упоминается лишь глухо — в книге Исайи: «Как упал ты с неба, денница, сын зари!» (Ис. 14,12), Сатана воспринимается там все ещё как ангел, подчиненный Богу и имеющий к нему доступ. Так что в «Апокалипсисе» — фактически первое описание битвы Сатаны с ангелами. После победы ангелов над Сатаной и его низвержения мученики в славе поют победную песнь. Эта победа одержана «кровью Агнца». На небесах его власть сломлена, но на земле ещё сохранилась.
Те люди, с кеми Дракон начинает борьбу, попав на землю — люди «от семени» Жены, с «сохраняющими заповеди Божии» — это новые поколения христиан, в отличие от предыдущего поколения, скрывшегося в пустыне. Это говорит о надвигающихся гонениях на Церковь.

## Иконография
- Жена, облечённая в солнце#Изобразительное искусство

В классической живописи традиционным является сцена явления Жены Иоанну Богослову. Работы с таким сюжетом создали Ханс Мемлинг, Иероним Босх, Эль Греко, Диего Веласкес и другие. В них образ Жены не занимает центральное место, она изображается небольшой фигурой в небесах, как видение апостола. Поскольку для западной церкви была характерна трактовка образа Жены как Богородицы, то появился её отдельный иконографический тип, где Дева Мария в короне помещена в лучезарную солнечную мандорлу, на её руках младенец Иисус, а под ногами серп луны. Особо это проявилось в немецком искусстве, где к XV веку возник тип «Сияющих Мадонн» (нем. Strahlende Madonnen). Луна под ногами Жены вошла в иконографический тип «Иммакулата» — аллегорическое изображение Непорочного зачатия Девы Марии, в котором Мадонна изображается парящей в небесах на полумесяце.